# Bionaz
Bionaz (fr. AFI: [bjɔna] ; Bioun-a in patois valdostano; Biona durante il fascismo dal 1939 al 1945) è un comune italiano sparso di 220 abitanti della Valle d'Aosta, situato in un vallone laterale dell'alta Valpelline.
Il comune si compone di 21 villaggi. Il capoluogo, Plan-de-Veyne, si trova a 1600 m s.l.m.
Secondo la pronuncia del patois valdostano, il nome "Bionaz" va pronunciato omettendo la "z" finale, quindi "Bióna", come per molti altri toponimi e cognomi valdostani (tra cui proprio Bionaz è uno dei più diffusi) e delle regioni limitrofe (la Savoia, l'Alta Savoia e il Vallese).

Questa particolarità, che si discosta dalle regole di pronuncia della lingua francese standard, risale a uno svolazzo che i redattori dei registri del regno di Sardegna erano soliti aggiungere alla fine dei toponimi o dei nomi da pronunciare come dei parossitoni, cioè con l'accento sulla penultima sillaba, molto diffuso in francoprovenzale. In seguito, questo piccolo segno è stato assimilato a una zeta, e spesso viene erroneamente pronunciato, sia dagli italofoni che dai francofoni.

## Geografia fisica

### Territorio

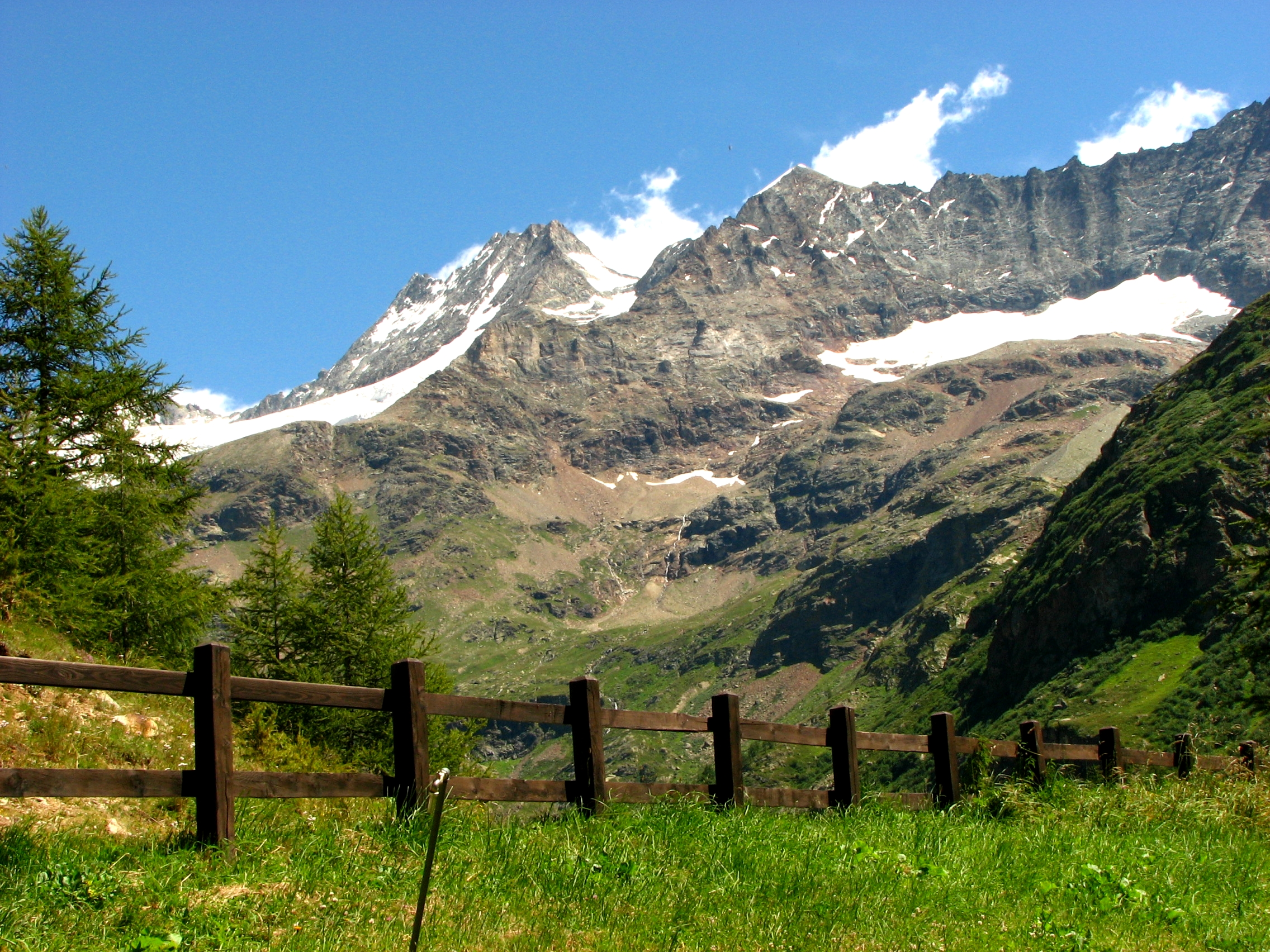
La Dent d'Hérens, vista da Prarayer.

È il comune più settentrionale della regione Valle d'Aosta ed il primo per percentuale di territorio montuoso: si sviluppa tra la quota di 1490 m s.l.m. (villaggio di Places) e la quota di 4171 m s.l.m. della Dent d'Hérens, dislivello che garantisce un'elevata biodiversità per la presenza di ambienti eterogenei. Grazie a questa peculiarità è anche il comune valdostano con maggiore percentuale di superficie ghiacciata (il 15%) garantita da ben 20 ghiacciai.
Occupa il territorio dell'alta Valpelline (val di Bionaz) solcato dal torrente Buthier.

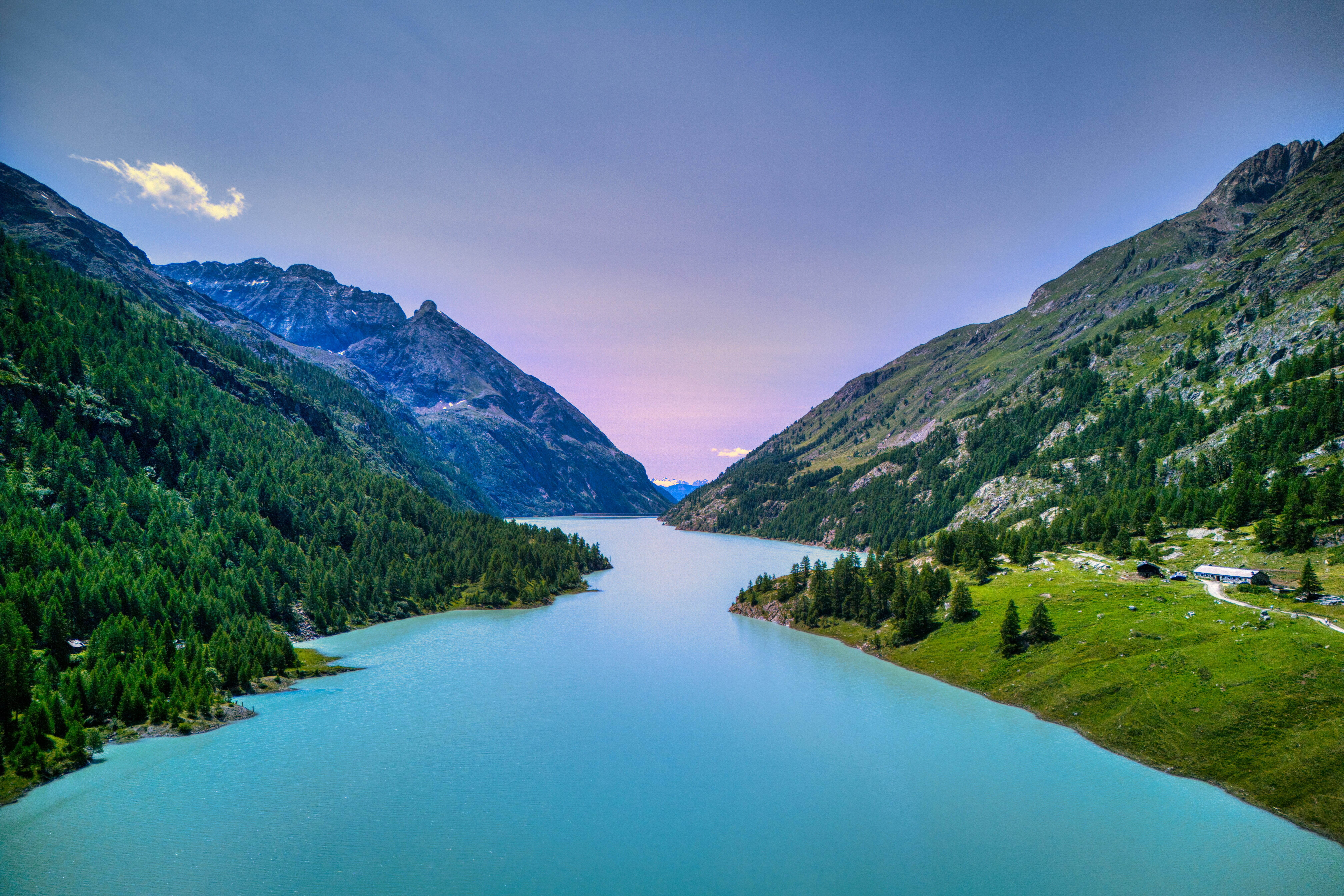
lago di Place-Moulin

Sul territorio comunale si trova uno dei laghi artificiali più importanti di tutta la Valle d'Aosta, il lago di Place-Moulin.
- Classificazione sismica: zona 4 (sismicità molto bassa)[8]

### Clima
In inverno le temperature sono particolarmente rigide. La Valpelline è conosciuta localmente come Combe Froide (in patois, Coumba freida), cioè la "valle fredda", per via del suo clima particolarmente rigido.

## Storia
La data della fondazione della località è ignota. Le prime fonti che ne attestano l'esistenza risalgono al periodo dell'Alto Medioevo, in cui era certamente abitata. Nel 1227, due persone dichiarano di avere affittato un terreno di proprietà del vescovo.

### Simboli
Lo stemma e il gonfalone sono stati concessi con decreto del Presidente della Giunta Regionale del 23 novembre 1998.
Lo stemma di Bionaz celebra un elemento fondamentale della ricchezza (evocata dal campo d'oro) del territorio: l'allevamento della mucca di razza valdostana pezzata nera. Il bosquet (cf. il termine francese bouquet), la decorazione floreale con nastri e specchietti che orna il collare della mucca si riferisce alle bataille de reines, i combattimenti che si svolgono in estate e in autunno per stabilire la gerarchia sociale interna alla mandria. La fascia ondata rammenta che nel territorio del comune di Bionaz nasce il Buthier, mentre il capo di Savoia si riferisce al periodo (dal 1377 al 1544) in cui la signoria di Quart e Oyace – di cui Bionaz faceva parte – aveva come signore diretto il sovrano sabaudo.
Il gonfalone è un drappo troncato di nero e di rosso.

## Monumenti e luoghi d'interesse
L'architettura alpina è rappresentata dai numerosi edifici in pietra e legno, come i rascard, gli antichi forni frazionali e La Bâtise, antico edificio restaurato e oggi sala polivalente.
In località Plan-de-Veyne sorge la chiesa parrocchiale di Santa Margherita.
Tra le opere dei vari scultori locali si possono ammirare quelle di Ettore Bionaz, esposte lungo la strada e fruibili a tutti, scolpite nelle cavità degli alberi.

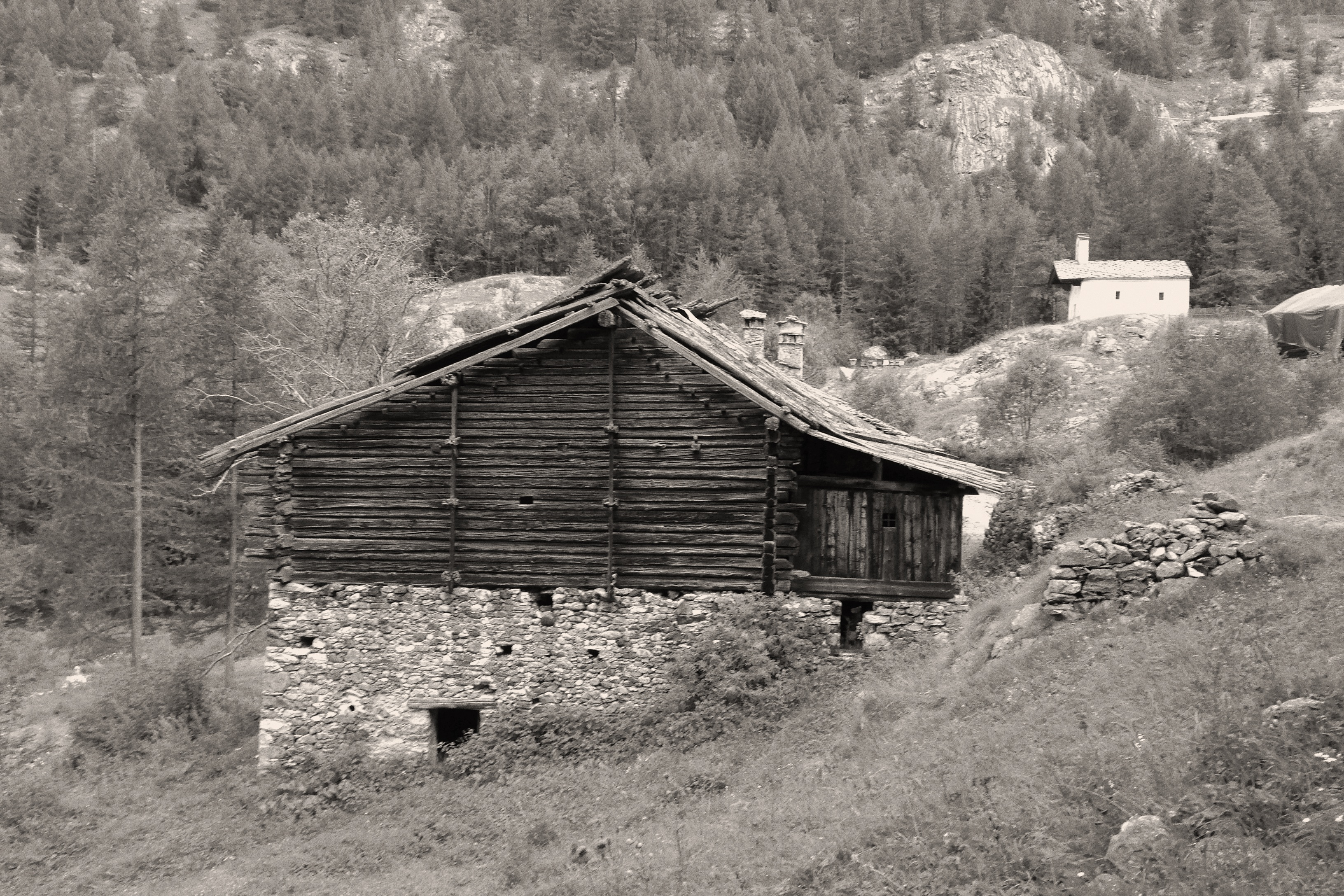
Esempio di architettura alpina
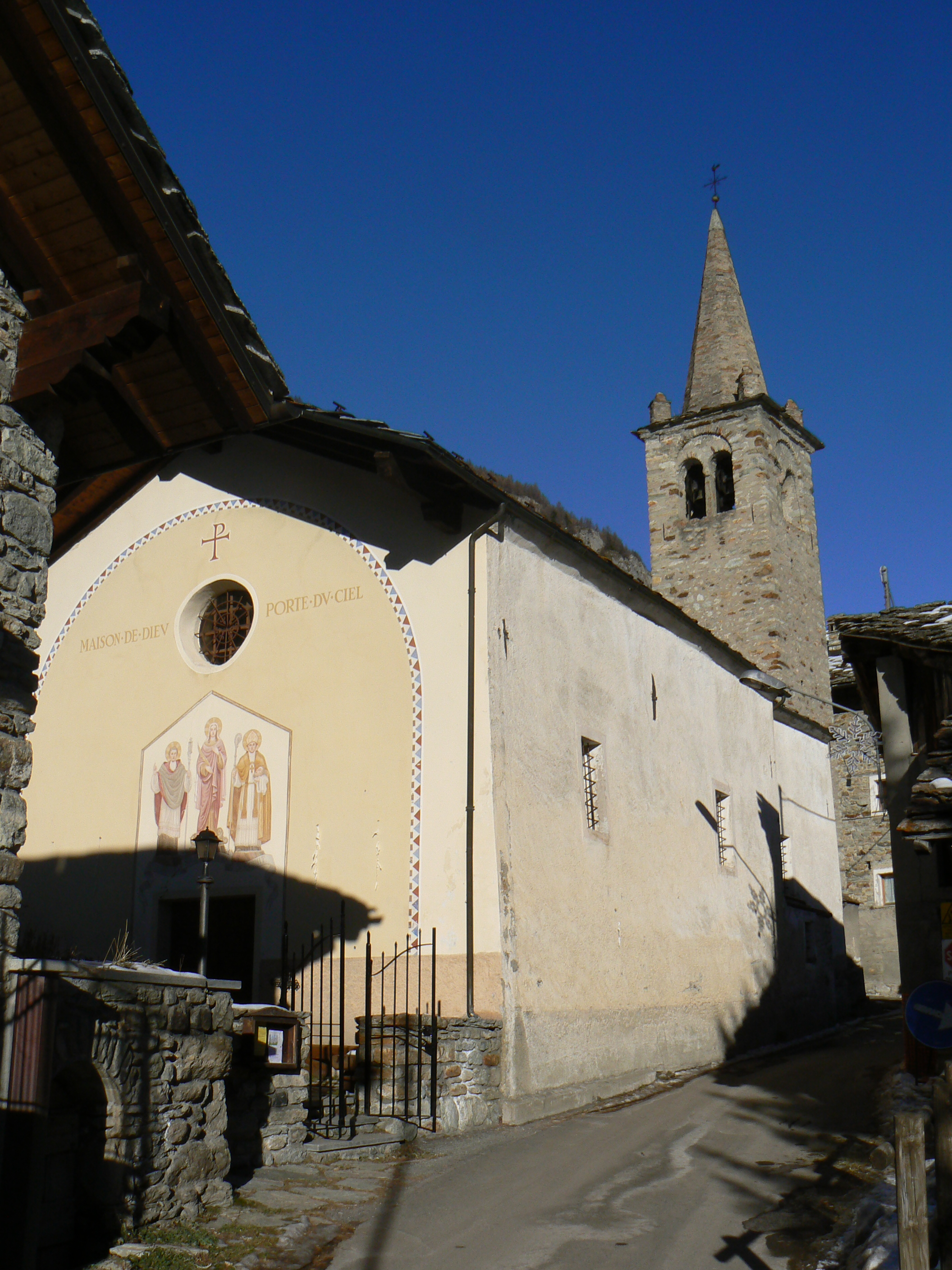
La chiesa di Santa Margherita
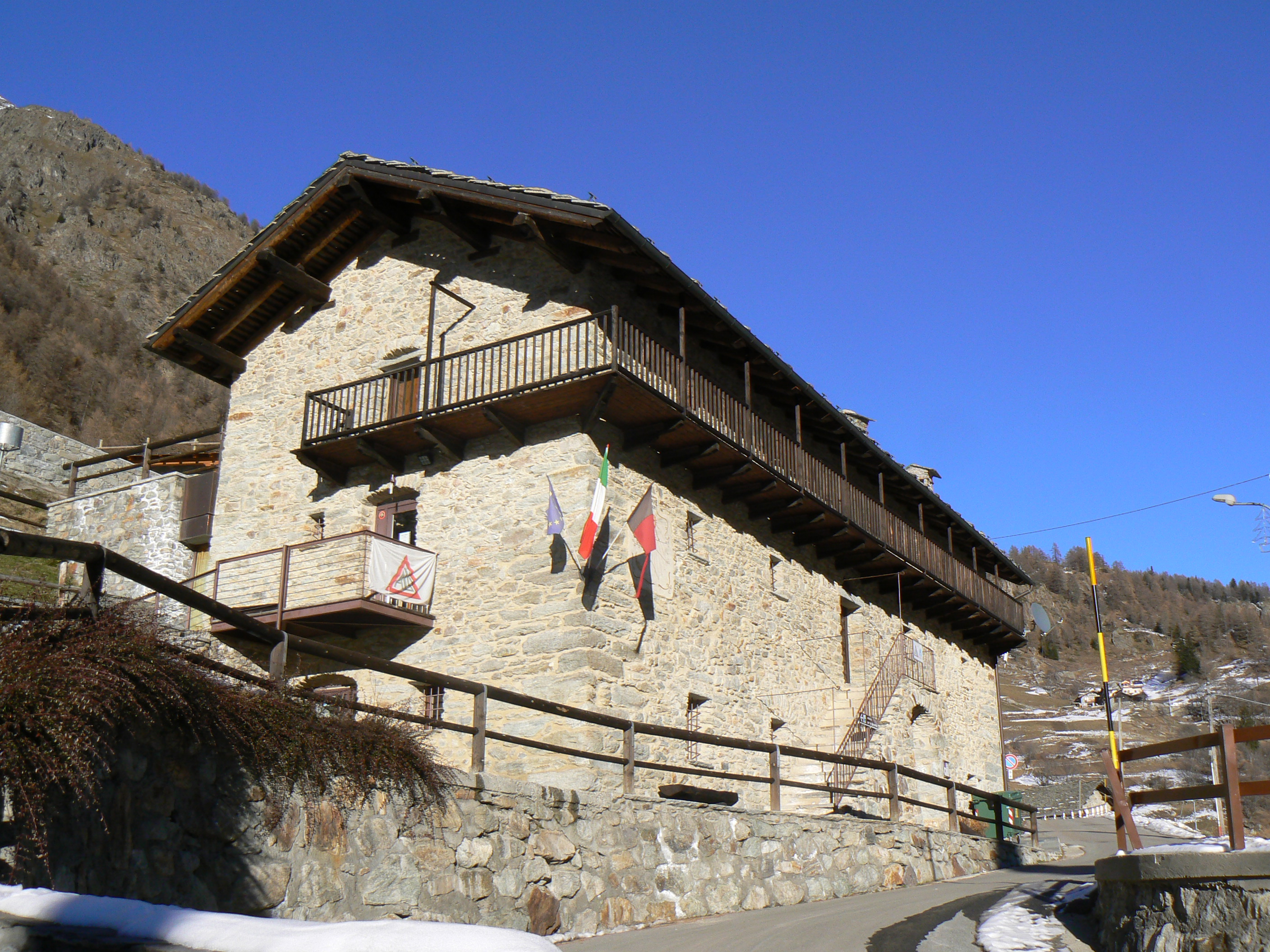
La Bâtise, edificio polivalente adibito a ostello della gioventù

### Aree naturali
Sul territorio comunale si trova la Riserva naturale Montagnayes, istituita nel 2013.
I luoghi naturali più caratteristici di Bionaz, come il dirupo chiamato "salto della sposa", la marmitta del gigante e la grotta chiamata borna de la faye, hanno alimentato nei secoli alcune leggende.
Numerosi i laghetti alpini, alimentati dai ghiacciai delle montagne circostanti.
Citiamo inoltre:
- Il lago di Place-Moulin
- Il lago Lexert
- Il Marais Vivier, zona umida derivata da un lago di origine glaciale, che nel 2007 ha subito un intervento per preservare il luogo e ricreare l'"occhio" della torbiera, attirando così l'avifauna, e farne uno spazio didattico a cielo aperto.[16]
- il larice secolare a Gordzé, detto "la Brenva Foula"[17]

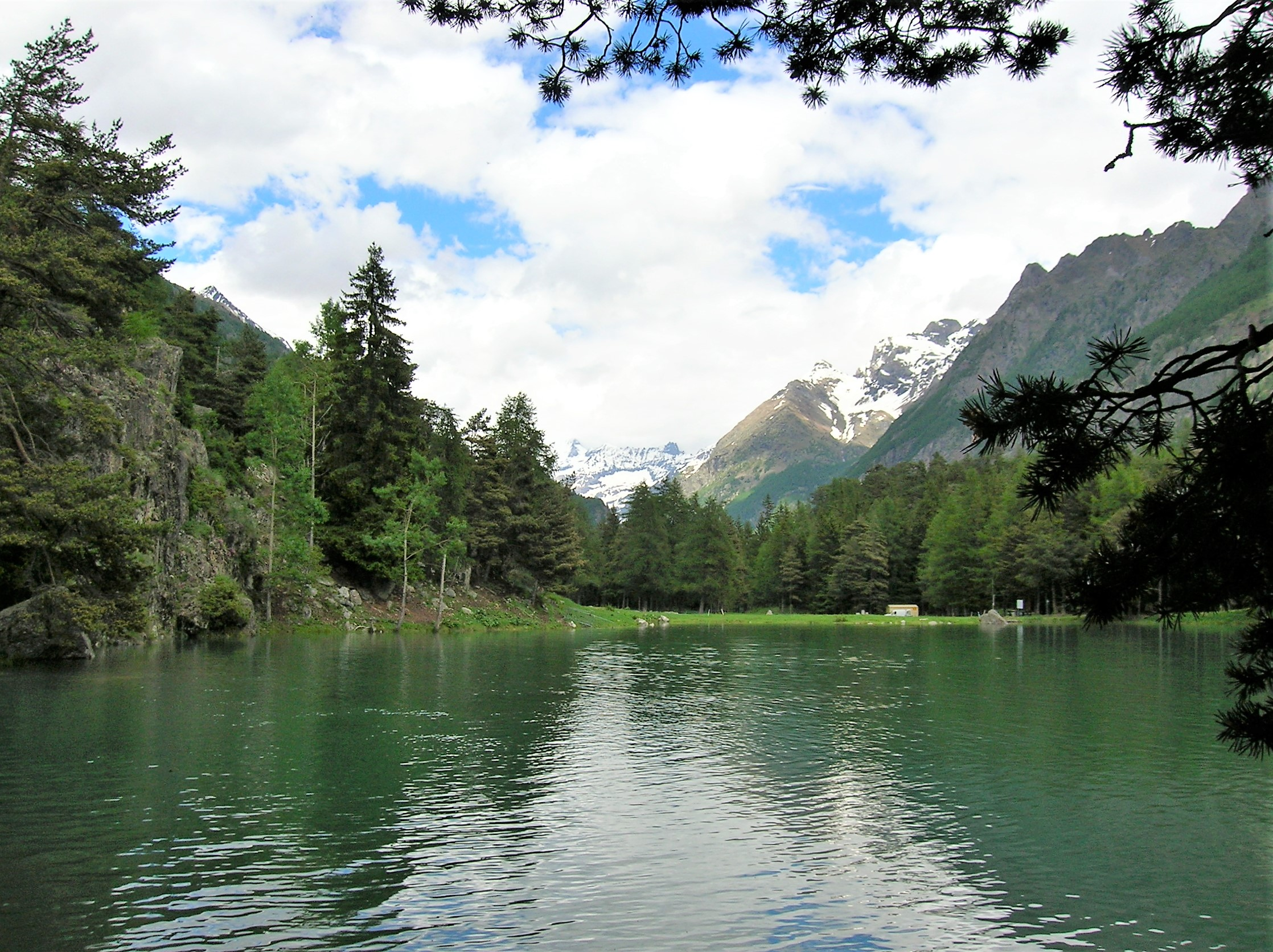
Il lago Lexert.
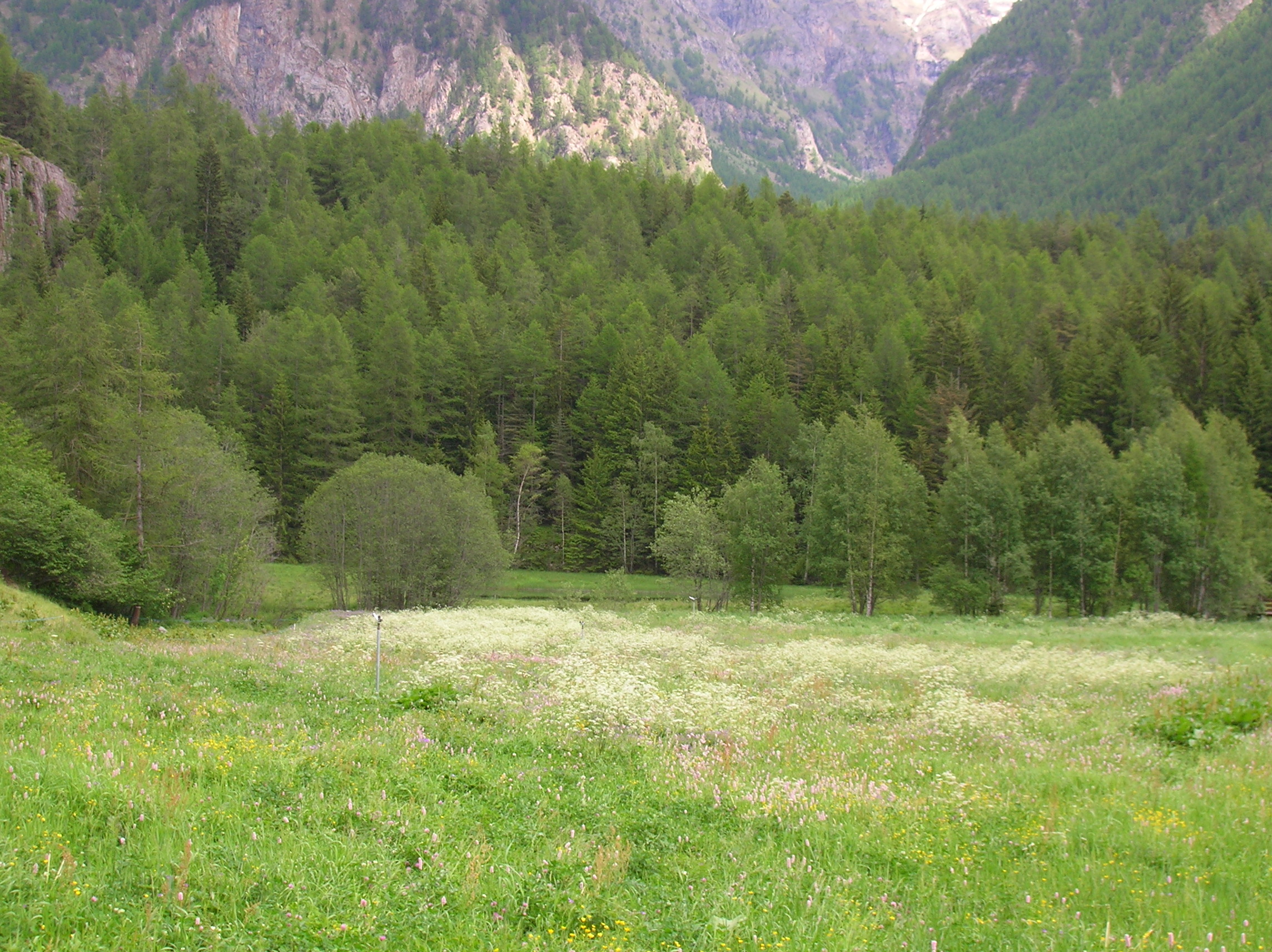
Il marais Vivier.

## Società

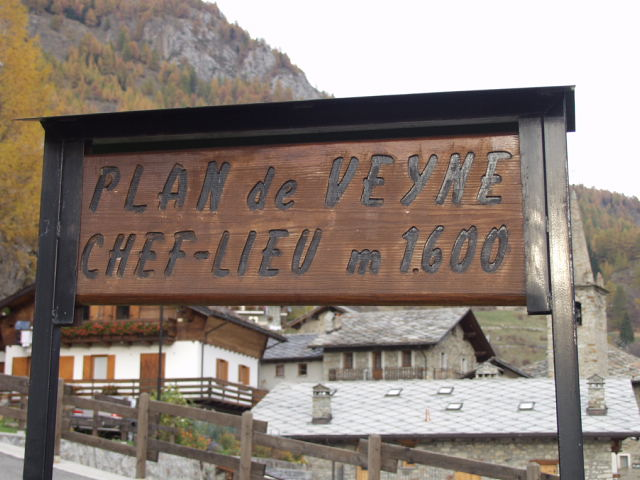
Segnale stradale a Plan-de-Veyne (capoluogo).

### Evoluzione demografica
Abitanti censiti

### Tradizioni e folclore

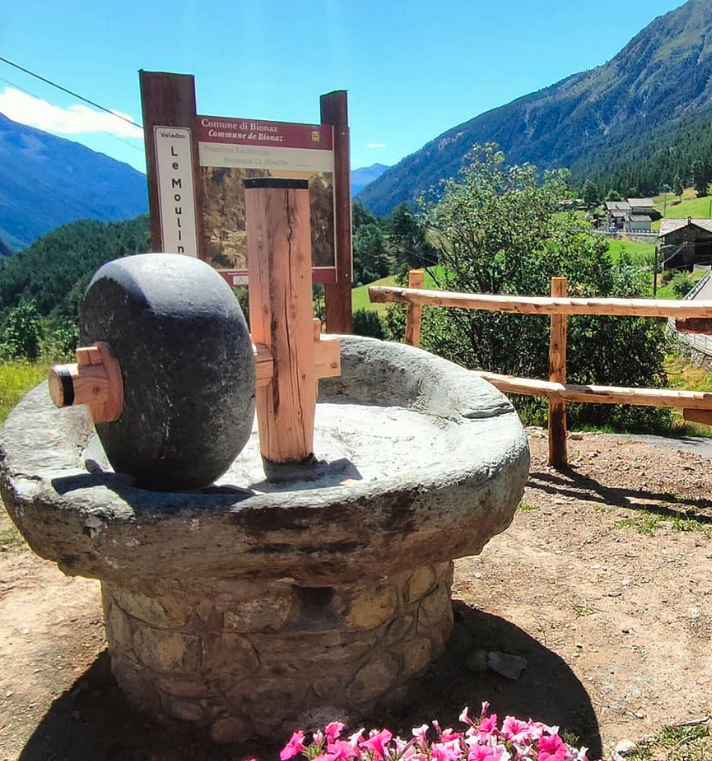
Mulino nel villaggio di Moulin.

Le feste sono legate alla vita agreste: l'inarpa e la désarpa, ossia la salita e la discesa dagli alpeggi delle mandrie (la transumanza), a maggio e a settembre, sono momenti celebrati con feste rituali. In inverno, si festeggia ancora la cottura del pane nero di farina di segale, una volta fatta una volta all'anno nei tipici forni di villaggio.

#### Carnevale della "Combe Froide"
A carnevale, di grande interesse la sfilata delle Landzette, le maschere tradizionali della Combe Froide. Tali maschere sono ispirate alla divisa delle truppe napoleoniche, che seminarono il terrore al loro passaggio nel maggio del 1800. Per esorcizzare questo evento, la popolazione della Combe Froide, la zona della Valpelline e della Valle del Gran San Bernardo, ha elaborato nei secoli una coloratissima parodia delle divise militari dell'epoca, e il giorno del carnevale percorrono tutti i comuni delle due vallate in maniera estremamente chiassosa e festosa.

## Cultura

### Biblioteche

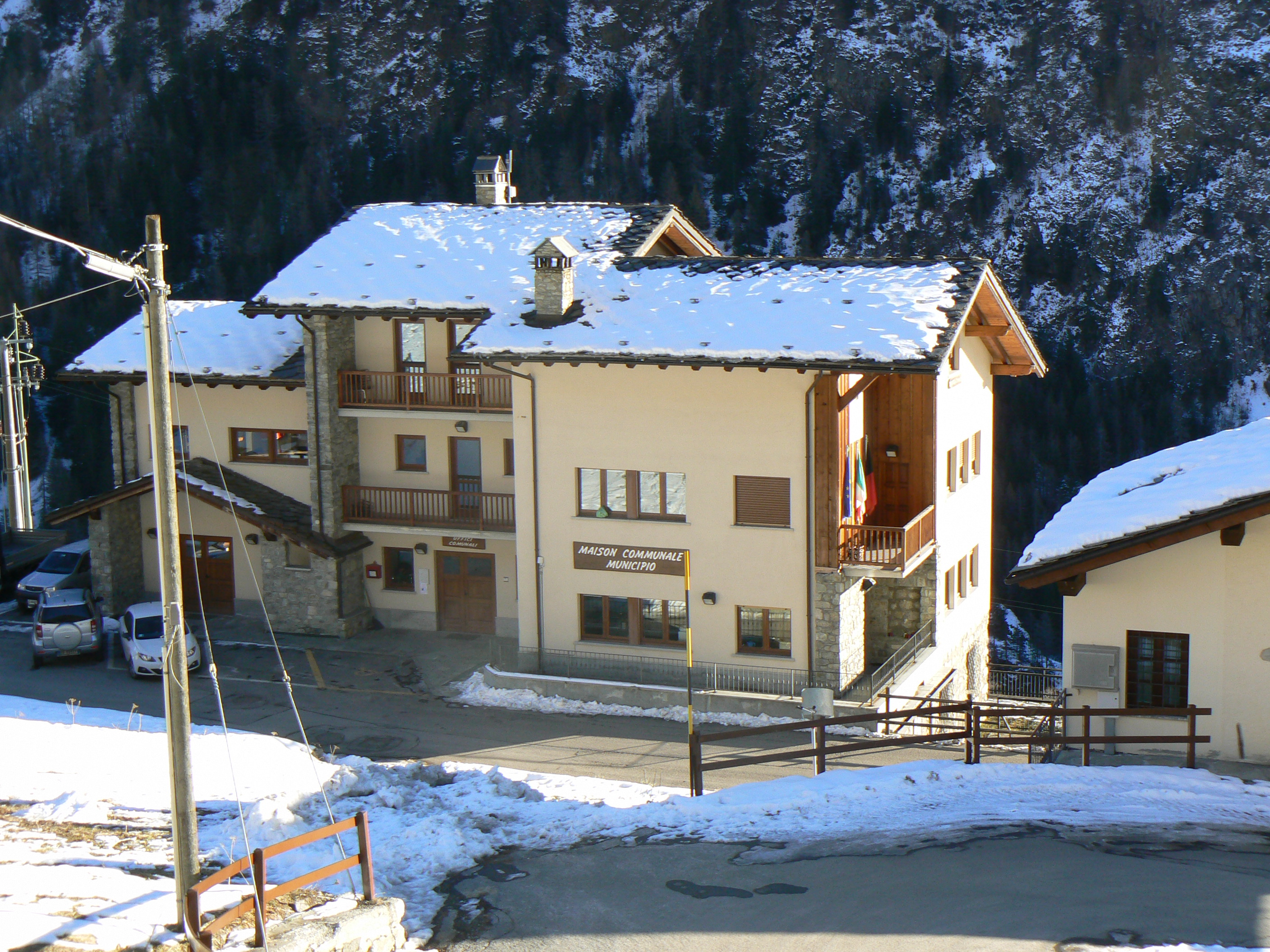
Il municipio (in francese, Maison communale), dove si trova anche la biblioteca.

La biblioteca comunale ha sede in località Plan-de-Veyne, nell'edificio che ospita anche il municipio.

### Cucina
Come nelle altre località della Valpelline, è tipica la seupa à la vapelenentse. Tra i prodotti tipici della tradizione valdostana anche il pane nero e la fontina, in particolare quest'ultima è stata premiata con il primo e il secondo posto al "Concorso Nazionale dei formaggi - categoria a latte crudo" nel 2001.

## Economia

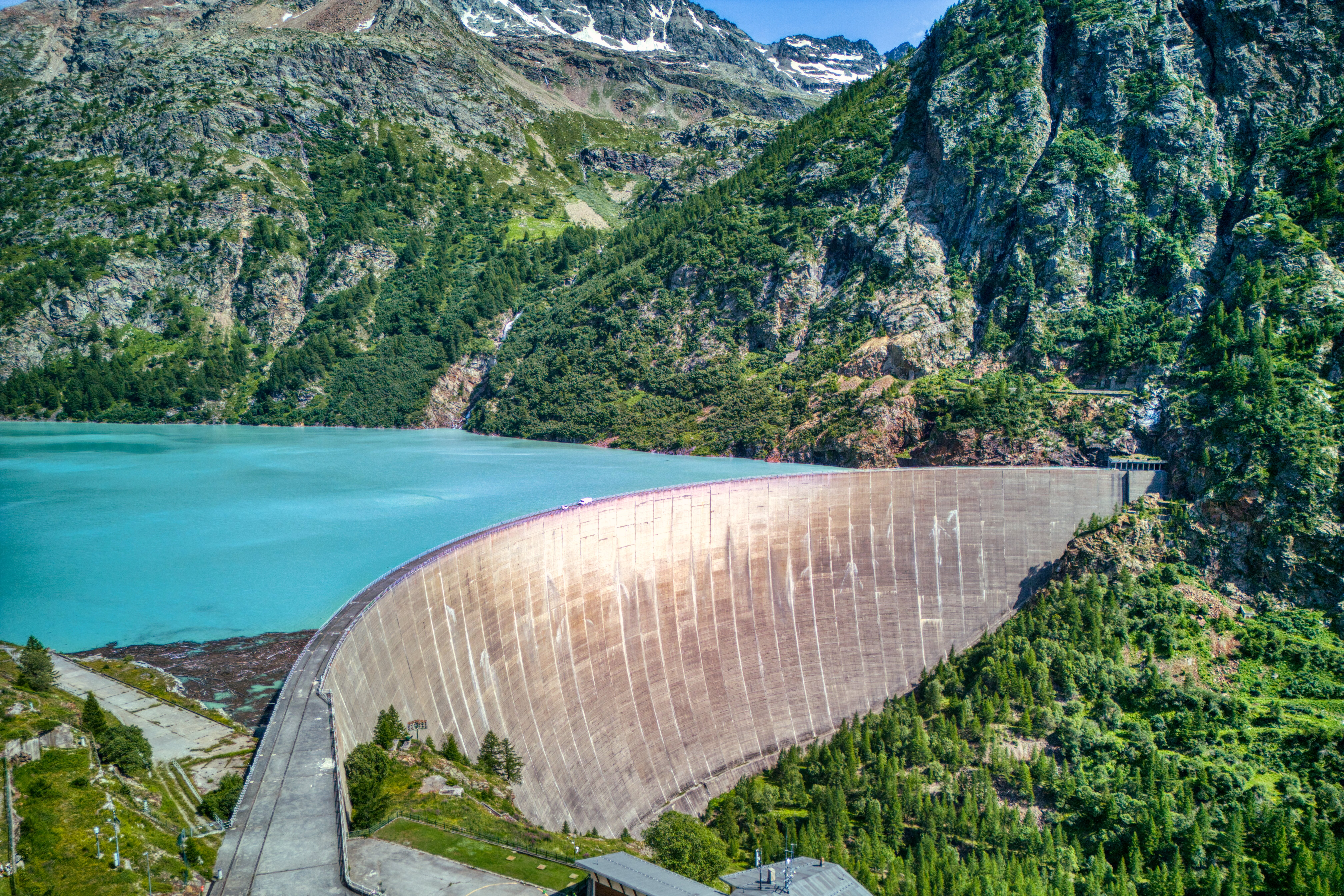
La diga di Place-Moulin.

Il comune è a vocazione agricola. Importante la tradizione artigianale della scultura e della lavorazione del legno.
Il bacino ritenuto dalla diga di Place-Moulin sul Buthier, una delle più grandi d'Europa, alimenta la centrale idroelettrica di Valpelline insieme ai bacini di By a Ollomont.
La miniera di rame, oggi abbandonata, è stata coltivata soprattutto nel XX secolo ma probabilmente venne sfruttata già nei secoli precedenti.
Il turismo è minore rispetto ad altre località della Valle d'Aosta, legato alle attività sportive e all'escursionismo in montagna. La struttura denominata "La Bâtise", rinnovata, accoglie un ostello della gioventù. Già nel 1877 l'abbé Gorret e il barone Claude Bich citano una rudimentale forma di accoglienza turistica a Bionaz da parte del curato, che vi teneva un paio di letti, e del loro ospite a Prarayer, che vantava progetti di migliorie agli alloggi per turisti un tempo di proprietà dei Gesuiti.

## Amministrazione

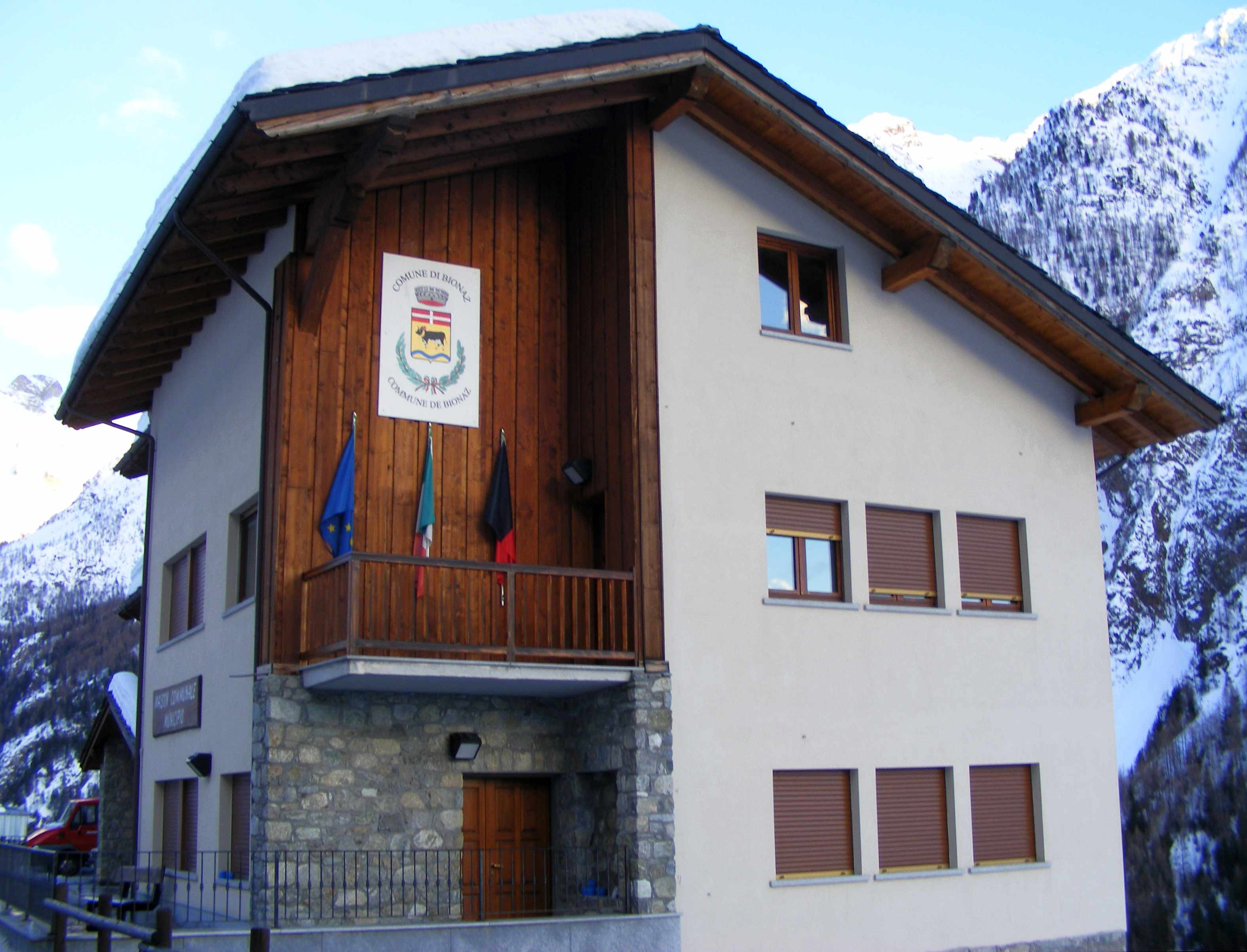
Il municipio.

Fa parte dell'Unité des Communes valdôtaines Grand-Combin.
Di seguito è presentata una tabella relativa alle amministrazioni che si sono succedute in questo comune.
| Periodo           | Periodo           | Primo cittadino  | Partito          | Carica  | Note   |
| ----------------- | ----------------- | ---------------- | ---------------- | ------- | ------ |
| 1º luglio 1985    | 22 maggio 1990    | Carlo Chentre    | -                | Sindaco | [ 23 ] |
| 22 maggio 1990    | 29 maggio 1995    | Emilio Berriat   | Union Valdôtaine | Sindaco | [ 23 ] |
| 29 maggio 1995    | 8 maggio 2000     | Giulio Venturini | Union Valdôtaine | Sindaco | [ 23 ] |
| 8 maggio 2000     | 9 maggio 2005     | Giulio Venturini | lista civica     | Sindaco | [ 23 ] |
| 9 maggio 2005     | 24 maggio 2010    | Armando Chentre  | lista civica     | Sindaco | [ 23 ] |
| 24 maggio 2010    | 11 maggio 2015    | Armando Chentre  | lista civica     | Sindaco | [ 23 ] |
| 11 maggio 2015    | 19 settembre 2020 | Armando Chentre  |                  | Sindaco |        |
| 20 settembre 2020 | in carica         | Valter Nicase    | lista civica     | Sindaco |        |

## Sport
Sul territorio comunale si pratica l'alpinismo, lo scialpinismo e lo sci di fondo. Sono presenti tre palestre di roccia, sentieri attrezzati per le ciaspole e percorsi per la mountain bike. Si può praticare l'arrampicata sulle cascate di ghiaccio. Alcune escursioni someggiate, con tappa a Bionaz, sono organizzate lungo la Valpelline.
Nei pressi del lago Lexert è presente una pista attrezzata per il biathlon, con poligono di tiro e pista da fondo.
Sul lago Lexert, sul lago di Place-Moulin e sul Buthier è inoltre possibile praticare la pesca.
In questo comune si gioca a rebatta, caratteristico sport tradizionale valdostano.

### Rifugi
Per facilitare l'ascesa alle vette e l'escursionismo d'alta quota nel territorio comunale sorgono le seguenti strutture alpine:
- Rifugio Prarayer - 2.005 m
- Rifugio Aosta - 2.788 m
- Rifugio Nacamuli al Col Collon - 2.818 m
- Bivacco Sassa - 2.850 m
- Rifugio Crête Sèche - 2.398 m
- Bivacco Chentre - 2.530 m
- Bivacco Luca Pasqualetti - 3.280 m

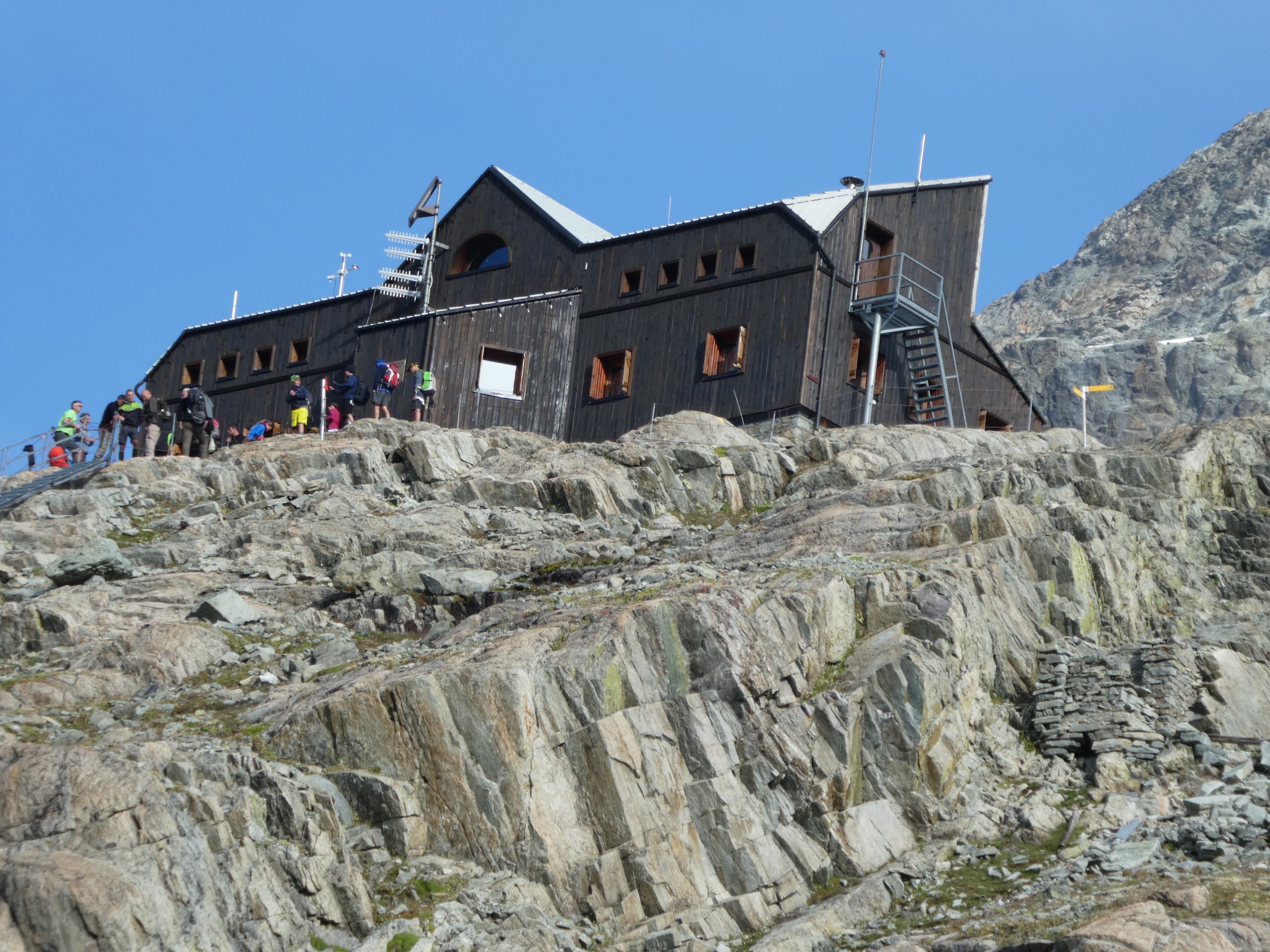
Rifugio Nacamuli al Col Collon.
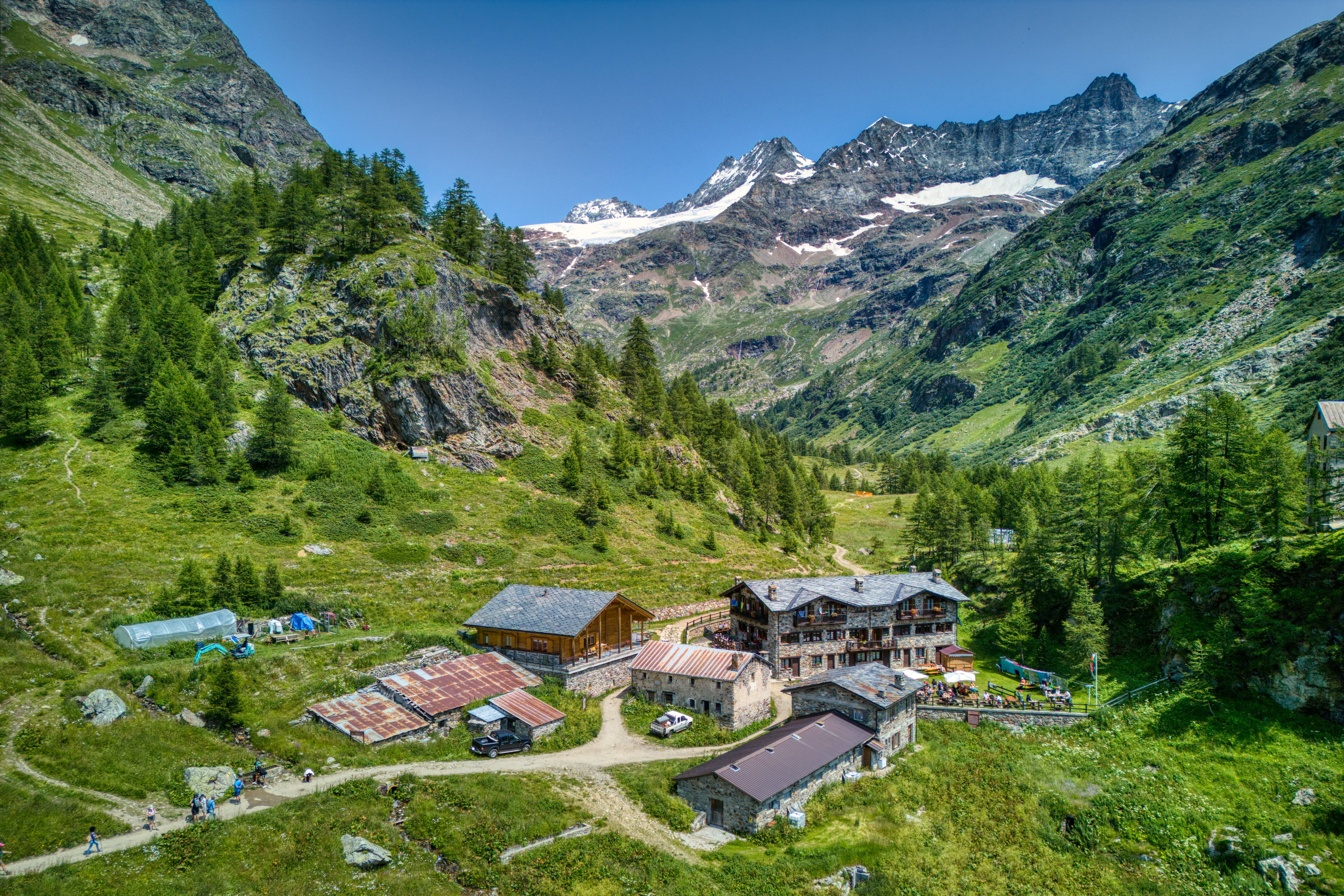
Rifugio Prarayer.